# Open de Rennes 2023 - Doppio
Il doppio del torneo di tennis professionistico Open de Rennes 2023, facente parte della categoria Challenger 100 nell'ambito dell'ATP Challenger Tour 2023, si è giocato dall'11 al 17 settembre a Rennes, in Francia.
Tra le sedici coppie di partecipanti erano presenti Jonathan Eysseric e David Pel, i detentori del titolo, ma hanno deciso di partecipare con differenti partners. Eysseric ha giocato con Quentin Halys e Pel ha giocato in coppia con Sander Arends.
In finale Sander Arends e David Pel hanno sconfitto Antoine Escoffier e Niki Kaliyanda Poonacha con il punteggio di 6–3, 6–2.

## Teste di serie
1. Sadio Doumbia /  Fabien Reboul (semifinale)
2. Sander Arends /  David Pel (campioni)

1. Jeevan Nedunchezhiyan /  John-Patrick Smith (primo turno)
2. Théo Arribagé /  Luca Sanchez (primo turno)

## Wildcard
1. Maxence Beaugé /  Lucas Bouquet (primo turno)

1. Volodymyr Uzhylovskyi /  Samuel Vincent Ruggeri (quarti di finale)

## Ranking protetto
1. Sriram Balaji /  Andre Begemann (primo turno)

## Tabellone

### Legenda
| - Q = Qualificato - WC = Wild card - LL = Lucky loser | - ALT = Alternate - SE = Special Exempt - PR = Protected Ranking | - w/o = Walkover - r = Ritirato - d = Squalificato |

|  | Primo turno | Primo turno                      | Primo turno                      | Primo turno | Primo turno |  |  | Quarti di finale | Quarti di finale                 | Quarti di finale                 | Quarti di finale                 | Quarti di finale |   |      | Semifinali | Semifinali                                | Semifinali                                | Semifinali              | Semifinali              |   |   | Finale | Finale | Finale | Finale | Finale |  |
|  |             |                                  |                                  |             |             |  |  |                  |                                  |                                  |                                  |                  |   |      |            |                                           |                                           |                         |                         |   |   |        |        |        |        |        |  |
|  | 1           | S Doumbia F Reboul               | S Doumbia F Reboul               | 6           | 6           |  |  |                  |                                  |                                  |                                  |                  |   |      |            |                                           |                                           |                         |                         |   |   |        |        |        |        |        |  |
|  |             | L Johnson B Stevens              | L Johnson B Stevens              | 4           | 2           |  |  | 1                | S Doumbia F Reboul               | S Doumbia F Reboul               | 7                                | 7                |   |      |            |                                           |                                           |                         |                         |   |   |        |        |        |        |        |  |
|  |             | H Reese S Walków                 | 7                                | 3           | [12]        |  |  |                  | H Reese S Walków                 | H Reese S Walków                 | 64                               | 5                |   |      |            |                                           |                                           |                         |                         |   |   |        |        |        |        |        |  |
|  | PR          | S Balaji A Begemann              | 63                               | 6           | [10]        |  |  |                  |                                  |                                  |                                  |                  |   |      | 1          | S Doumbia F Reboul                        | 5                                         | 6                       | [7]                     |   |   |        |        |        |        |        |  |
|  | 4           | T Arribagé L Sanchez             | T Arribagé L Sanchez             | 5           | 4           |  |  |                  |                                  |                                  | A Escoffier N Kaliyanda Poonacha | 7                | 2 | [10] |            |                                           |                                           |                         |                         |   |   |        |        |        |        |        |  |
|  |             | A Escoffier N Kaliyanda Poonacha | A Escoffier N Kaliyanda Poonacha | 7           | 6           |  |  |                  | A Escoffier N Kaliyanda Poonacha | A Escoffier N Kaliyanda Poonacha | A Escoffier N Kaliyanda Poonacha | w/o              |   |      |            |                                           |                                           |                         |                         |   |   |        |        |        |        |        |  |
|  |             | S Duncan M Willis                | 6                                | 2           | [8]         |  |  |                  | M Bellucci L Nardi               | M Bellucci L Nardi               | M Bellucci L Nardi               |                  |   |      |            |                                           |                                           |                         |                         |   |   |        |        |        |        |        |  |
|  |             | M Bellucci L Nardi               | 0                                | 6           | [10]        |  |  |                  |                                  |                                  |                                  |                  |   |      |            | Antoine Escoffier Niki Kaliyanda Poonacha | Antoine Escoffier Niki Kaliyanda Poonacha | 3                       | 2                       |   |   |        |        |        |        |        |  |
|  | WC          | M Beaugé L Bouquet               | M Beaugé L Bouquet               | 5           | 3           |  |  |                  |                                  |                                  |                                  |                  |   |      |            |                                           | 2                                         | Sander Arends David Pel | Sander Arends David Pel | 6 | 6 |        |        |        |        |        |  |
|  | WC          | V Uzhylovskyi S Vincent Ruggeri  | V Uzhylovskyi S Vincent Ruggeri  | 7           | 6           |  |  | WC               | V Uzhylovskyi S Vincent Ruggeri  | V Uzhylovskyi S Vincent Ruggeri  | 2                                | 4                |   |      |            |                                           |                                           |                         |                         |   |   |        |        |        |        |        |  |
|  |             | M Guinard G Jacq                 | M Guinard G Jacq                 | 6           | 6           |  |  |                  | M Guinard G Jacq                 | M Guinard G Jacq                 | 6                                | 6                |   |      |            |                                           |                                           |                         |                         |   |   |        |        |        |        |        |  |
|  | 3           | J Nedunchezhiyan J-P Smith       | J Nedunchezhiyan J-P Smith       | 2           | 2           |  |  |                  |                                  |                                  |                                  |                  |   |      |            | M Guinard G Jacq                          | M Guinard G Jacq                          | 3                       | 4                       |   |   |        |        |        |        |        |  |
|  |             | U Blanch E Nava                  | 6                                | 2           | [8]         |  |  |                  |                                  | 2                                | S Arends D Pel                   | S Arends D Pel   | 6 | 6    |            |                                           |                                           |                         |                         |   |   |        |        |        |        |        |  |
|  |             | R Gonzales M Neuchrist           | 2                                | 6           | [10]        |  |  |                  | R Gonzales M Neuchrist           | R Gonzales M Neuchrist           | 610                              | 3                |   |      |            |                                           |                                           |                         |                         |   |   |        |        |        |        |        |  |
|  |             | J Eysseric Q Halys               | J Eysseric Q Halys               | 67          | 4           |  |  | 2                | S Arends D Pel                   | S Arends D Pel                   | 712                              | 6                |   |      |            |                                           |                                           |                         |                         |   |   |        |        |        |        |        |  |
|  | 2           | S Arends D Pel                   | S Arends D Pel                   | 79          | 6           |  |  |                  |                                  |                                  |                                  |                  |   |      |            |                                           |                                           |                         |                         |   |   |        |        |        |        |        |  |